# Das Konzert (film 1931)
Das Konzert è un film del 1931 diretto da Leo Mittler. Basato sul lavoro teatrale di Hermann Bahr, ha come interpreti principali Oskar Karlweis, Olga Tschechowa e Walter Janssen. Nel 1944, Paul Verhoeven ne avrebbe firmato un rifacimento - sempre con il titolo Das Konzert - che ebbe come protagonisti Harry Liedtke, Käthe Haack e Gustav Fröhlich.

## Produzione
Il film fu prodotto dalla Les Studios Paramount.

## Distribuzione
Distribuito dalla Paramount-Ufa-Metro-Verleihbetriebe GmbH (Parufamet), fu presentato a Berlino il 9 dicembre 1931.